# Syntormon formosus
Syntormon formosus är en tvåvingeart som beskrevs av Octave Parent 1933. Syntormon formosus ingår i släktet Syntormon och familjen styltflugor. Inga underarter finns listade i Catalogue of Life.